# Pension Lehning

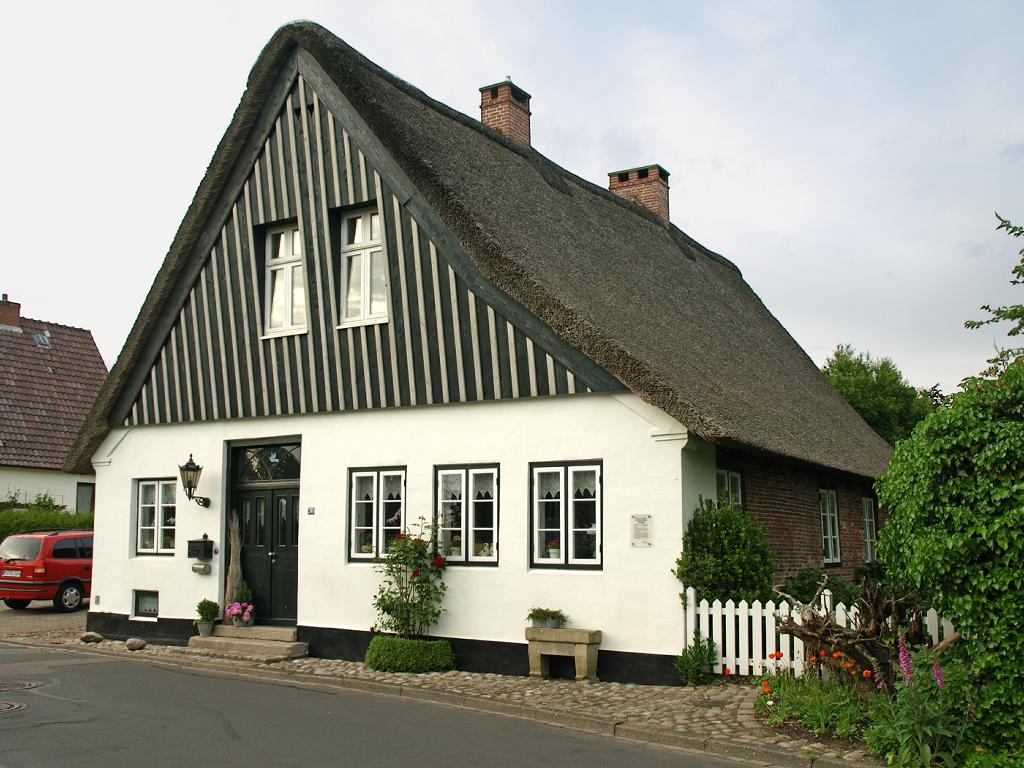
Die ehemalige Pension Lehning in Uetersen

Die ehemalige  Pension Lehning  ist ein denkmalgeschütztes Gebäude in der Nähe der Altstadt von Uetersen, Kreis Pinneberg.  
Das reetgedeckte Zweiständer-Hallenhaus wurde 1764 unter Verwendung von Bauteilen aus dem Jahr 1622 erbaut. Auffällig an diesem Gebäude ist der geneigte Giebel, der das Mauerwerk und den Haupteingang vor Witterungseinflüsse schützen soll. Die Kubatur, das Gefüge und das äußere Erscheinungsbild sind trotz unterschiedlichster Nutzung bis heute erhalten. Es ist das einzige Haus, das nach dem großen Brand im Katzhagen von 1893 erhalten geblieben ist. In der Zeit vor dem Ersten Weltkrieg bis nach dem Zweiten Weltkrieg wurde das Gebäude von den Schwestern Lehning bewohnt, die dort eine Pension unter dem Namen Haus in der Sonne betrieben und den Schülern und Lehrern der nahegelegenen Schulen eine warme Mahlzeit boten. Das Gebäude wurde in der Zeit von 2000 bis 2002 umfassend restauriert. Dabei fand man historische Schriften und Tagebücher, die aus der Zeit um 1900 stammen. 
Das Gebäude gibt heute Zeugnis ab von der dörflichen Vergangenheit der Stadt Uetersen und steht wegen seines architektonischen und historischen Wertes als Kulturdenkmal unter Denkmalschutz.
- Siehe auch: Bildtafel der Kulturdenkmale in Uetersen
- Siehe auch: Liste der Kulturdenkmale in Uetersen